# Masalia artaxoides
Masalia artaxoides är en fjärilsart som beskrevs av Moore 1881. Masalia artaxoides ingår i släktet Masalia och familjen nattflyn. Inga underarter finns listade i Catalogue of Life.